# Грековское сельское поселение
Грековское сельское поселение — муниципальное образование в составе Тужинского района Кировской области России.
Административный центр — деревня Греково.

## История
Грековское сельское поселение образовано 1 января 2006 года согласно Закону Кировской области от 07.12.2004 № 284-ЗО.

## Население
| 2010 | 2012 | 2013 | 2014 | 2015 | 2016 | 2017 |
| ---- | ---- | ---- | ---- | ---- | ---- | ---- |
| 409  | ↘390 | ↘375 | ↘363 | ↘355 | ↗363 | ↘352 |
| 2018 | 2019 | 2020 | 2021 |      |      |      |
| ↘346 | ↘329 | ↘318 | ↘238 |      |      |      |

## Состав сельского поселения
| № | Населённый пункт | Тип населённого пункта          | Население |
| - | ---------------- | ------------------------------- | --------- |
| 1 | Греково          | деревня, административный центр | 272       |
| 2 | Евсино           | деревня                         | 77        |
| 3 | Отюгово          | деревня                         | 40        |
| 4 | Пунгино          | деревня                         | 0         |
| 5 | Солонухино       | деревня                         | 20        |